# Merton Beauty (manzana)
Merton Beauty es una  variedad cultivar de manzano (Malus domestica). 
Un híbrido del cruce de Ellison's Orange x Cox's Orange Pippin. Criado en 1933 por MB Crane en el "John Innes Institute" (Instituto John Innes), Merton, Inglaterra. Fue introducida en los circuitos comerciales en 1962. Las frutas tienen una pulpa firme, de textura fina y jugosa con un distintivo sabor a anís. Zona de rusticidad según el departamento USDA, de nivel 5.

## Historia
'Merton Beauty' es una variedad de manzana, híbrido del cruce de Ellison's Orange x Cox's Orange Pippin. Desarrollado y criado a partir de 'Ellison's Orange' mediante una polinización por la variedad 'Cox's Orange Pippin'. Criado en 1933 por MB Crane en el "John Innes Institute" (Instituto John Innes), Merton, Inglaterra (Reino Unido). Fue introducida en los circuitos comerciales en 1962.
'Merton Beauty' está cultivada en diversos bancos de germoplasma de cultivos vivos tales como en National Fruit Collection (Colección Nacional de Fruta) de Reino Unido con el número de accesión: 1973-138 y Nombre Accesión : Merton Beauty (LA 62A).

## Características
'Merton Beauty' árbol de extensión erguida, de vigor moderadamente vigoroso, portador de espuela. Tiene un tiempo de floración que comienza a partir del 9 de mayo con el 10% de floración, para el 14 de mayo tiene una floración completa (80%), y para el 21 de mayo tiene un 90% caída de pétalos.
'Merton Beauty' tiene una talla de fruto medio; forma redondo y a menudo aplanado, a veces con tendencia a cónico, con altura de 51.00mm y anchura de 63.00mm; con nervaduras ausentes; epidermis con color de fondo es amarillo, con un sobre color de rojo, importancia del sobre color medio-alto, y patrón del sobre color chapa / rayas presentando un lavado rojo brillante y un patrón de rayas negras, "russeting" (pardeamiento áspero superficial que presentan algunas variedades) bajo; cáliz mediano y parcialmente abierto, colocado en una cuenca poco profunda y ancha que puede ser ligeramente estriada; pedúnculo corto y delgado, colocado en una cavidad cubierta de "russeting" profunda y ancha con rayos que se extienden sobre el hombro y hacia las caras; carne es de color crema, de grano fino, crujiente y fundente. Sabor jugoso y dulce, con un marcado sabor a anís.
Su tiempo de recogida de cosecha se inicia a mediados de septiembre. Se mantiene bien durante dos meses en cámara frigorífica.

## Usos
Una buena manzana de uso de postre fresca en mesa.

## Ploidismo
Diploide, auto estéril. Grupo de polinización: D, Día 14.